# Arrondissement Blaye
Arrondissement Blaye je francouzský arrondissement ležící v departementu Gironde v regionu Akvitánie. Člení se dále na 5 kantonů a 65 obcí.

## Kantony
- Blaye
- Bourg
- Saint-André-de-Cubzac
- Saint-Ciers-sur-Gironde
- Saint-Savin